# 膜苞香青
膜苞香青（学名：Anaphalis hymenolepis）是菊科香青属的植物，是中国的特有植物。分布于中国大陆的甘肃等地，生长于海拔2,500米至2,800米的地区，多生于亚高山坡草地，目前尚未由人工引种栽培。